# 1867
1867 (số La Mã: MDCCCLXVII) là một năm thường bắt đầu vào thứ Ba trong lịch Gregory.

## Sự kiện
10 tháng 12: Đội quân của Nguyễn Trung Trực đã đánh chìm tàu chiến Ét-pê-răng (Hi vọng) của địch trên sông Vàm Cỏ Đông

## Sinh
- 26 tháng 12 – Nhà hoạt động kháng Pháp Phan Bội Châu.
- 7 tháng 11 – Nhà vật lý và hoá học người Ba Lan Marie Curie
- 16 tháng 4 – Anh em nhà Wright đầu tiên thử nghiệm ra máy bay Willbur Wright
- 7 tháng 2 – Nữ nhà văn người Mỹ Laura Ingalls Wilder

## Mất
- 5 tháng 7 – Phan Thanh Giản, đại thần giữ chức kinh lược sứ Nam Kỳ, phục vụ ba đời vua nhà Nguyễn là Minh Mạng, Thiệu Trị và Tự Đức
- 25 tháng 8 – Michael Faraday, nhà vật lý hóa học người Anh
- 10 tháng 12 – Sakamoto Ryoma, samurai và chính trị gia Nhật Bản.